# Rhus palmeri
Rhus palmeri là một loài thực vật có hoa trong họ Đào lộn hột. Loài này được Rose miêu tả khoa học đầu tiên năm 1891.